# Alfonso Motolese
Alfonso Motolese (Martina Franca, 29 giugno 1904 – 19 agosto 1972) è stato un oculista e politico italiano, deputato dell'Assemblea Costituente.

## Biografia
Secondo di sette figli, Alfonso compì i primi studi nella stessa Martina Franca, mostrando buona propensione per la cultura classica: già nel 1915 i suoi genitori decisero di iscriverlo presso il Collegio Massimo di Roma gestito da padri Gesuiti. Qui egli compì gli studi scolastici fino al termine, decidendo poi di iscriversi alla facoltà di Medicina e Chirurgia presso l'Università di Padova. Si distinse negli studi e iniziò a frequentare la clinica oculistica diretta dal professor Giuseppe Ovio, suo primo maestro, che gli riconobbe “preparazione teorica e pratica tanto da giustificare le migliori previsioni”. Si trasferì per la specializzazione a Firenze, nella clinica oculistica del professor Lorenzo Bardelli, nella quale conseguì la libera docenza all'età di 31 anni. Le sue pubblicazioni e produzioni scientifiche in quegli anni, la maggior parte a carattere monografico, conservano un sorprendente interesse per l'attualità dei contenuti, in particolare “Il trattamento chirurgico della miopia”. A Firenze, Alfonso si dedicò completamente alla professione di medico, occupandosi particolarmente della chirurgia della retina che in Italia praticavano in pochi.
Dopo la morte del Professor Bardelli decise di tornare a Martina Franca, lasciando così Firenze e l'ambiente universitario. Nella cittadina pugliese, la mancanza di strutture e di apparati organizzativi poteva costituire un rischio concreto, ma poteva anche privilegiare l'emergere di un singolo professionista in grado di venire incontro alle esigenze della gente di Martina Franca e di tutta la regione. L'inaugurazione della clinica Motolese portò infatti a Martina Franca un grande numero di pazienti da tutto il sud d'Italia. Spesso negli anni poveri del dopo-guerra Alfonso operò gratuitamente i malati bisognosi, diventando famoso oltre che per la sua professionalità anche per la sua umanità.
In quegli anni Alfonso Motolese fu membro attivo del “Club Gonin” svizzero, un'associazione di oculisti insigni di tutto il mondo che gli permise di avviare scambi culturali importanti e di portare a Martina il professor Amsler ed il professor Franceschetti, rispettivamente direttori delle cliniche oculistiche di Losanna e Zurigo. Oltre ai 25.000 interventi eseguiti nella clinica Motolese, Alfonso fu attivo anche nelle strutture pubbliche: prima come primario del reparto di oculistica presso l'ospedale “Di Summa” di Brindisi, dove ricoprì anche il ruolo di Direttore Sanitario, e successivamente in quello di Martina Franca. Negli anni della guerra, inoltre, Alfonso trovò un'ulteriore realizzazione nell'ospedale da campo di Tirana in Albania, nel quale compì numerosissimi interventi oculistici.
Nell'immediato periodo post-fascista Alfonso Motolese aderì alla Democrazia Cristiana, e il 17 gennaio 1946 fu nominato primo sindaco di Martina Franca per la DC dal prefetto di Taranto, su designazione del Comitato di Liberazione di Martina Franca. Due mesi dopo, la DC aprì la campagna elettorale che si concluse con le votazioni del 31 marzo 1946 e la riconferma schiacciante di Alfonso a capo del consiglio comunale.
Alfonso fu inoltre proposto dalla DC come capolista della circoscrizione di Lecce-Taranto-Brindisi in vista del referendum istituzionale su monarchia e repubblica. Alfonso fu così eletto all'Assemblea Costituente con più di 30.000 voti. Quegli anni videro anche la ribalta politica del fratello Alberico, che si dimostrò amministratore sagace e che fu a sua volta deputato della repubblica nonché sindaco di Martina per più di venti anni.
A Martina Franca, Alfonso fondò nel 1947 la A.C. Martina con la collaborazione dell'avv. Giovanni Serio e di Pierino Marinosci. Nel 1948, con la partecipazione di 22 allevatori, Alfonso costituì l'Associazione Regionale Allevatori dell'Asino di Martina Franca e del Cavallo delle Murge, la prima del genere in Italia.
Alfonso Motolese sposò Clotilde Caracciolo di Vietri il 31 ottobre 1943, all'età di 39 anni. Nacquero cinque figli: Paolo, Eduardo, Ettore, Luisa ed Alberico. Sua moglie Clotilde dimostrò grande dedizione per la famiglia, soprattutto nei confronti di Alfonso, il quale morì prematuramente la sera del 19 agosto 1972. Egli pagò infatti il prezzo di una vita intensa: negli ultimi anni alcuni problemi cardiaci manifestatisi in più riprese lo costrinsero ad una parziale immobilità. Ciononostante egli visitò nella “sua” clinica fino al penultimo giorno di vita.